# Berberis crataegina
Berberis crataegina är en berberisväxtart som beskrevs av Dc.. Berberis crataegina ingår i släktet berberisar, och familjen berberisväxter. Inga underarter finns listade i Catalogue of Life.

## Bildgalleri

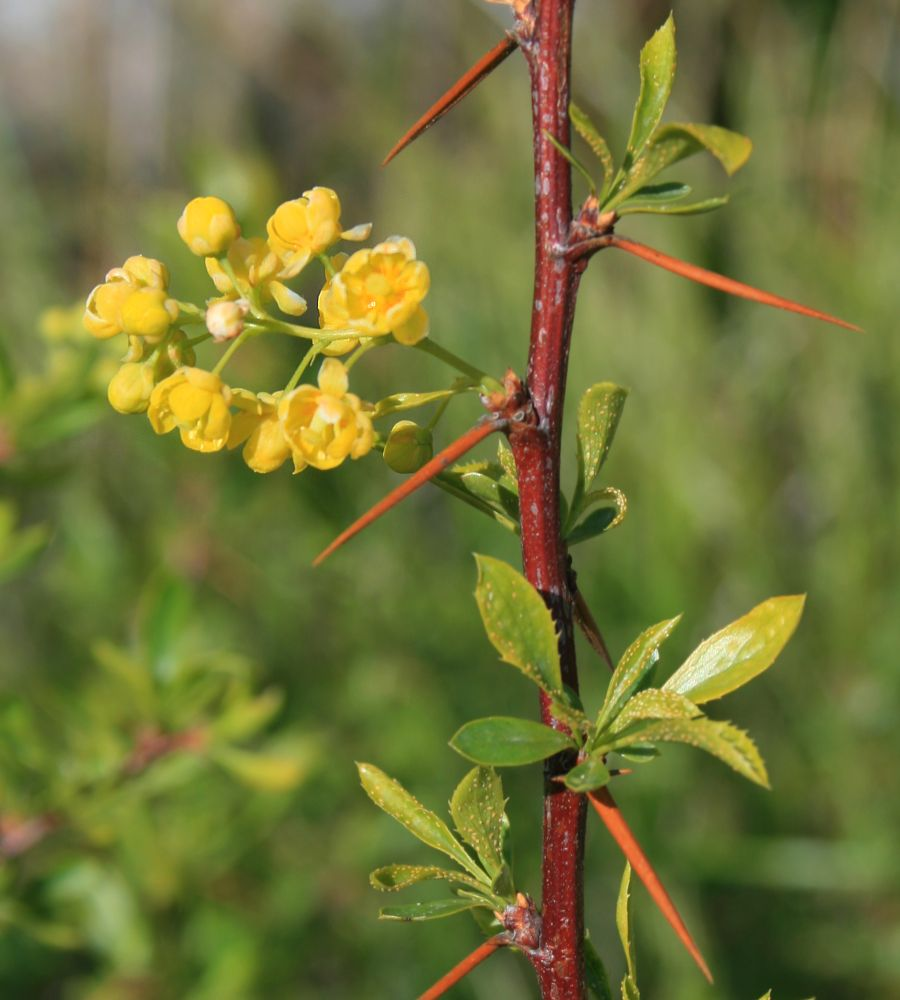
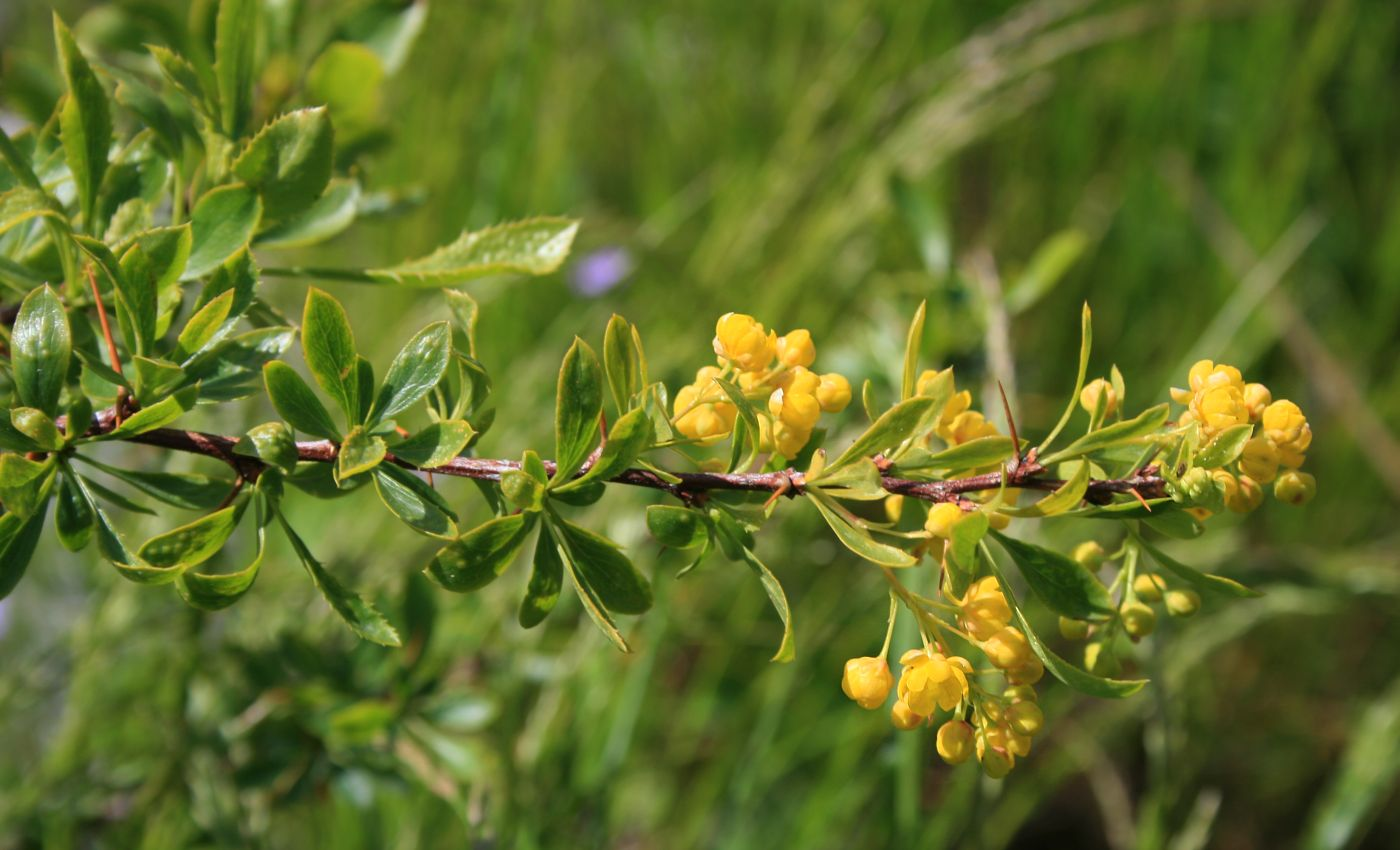
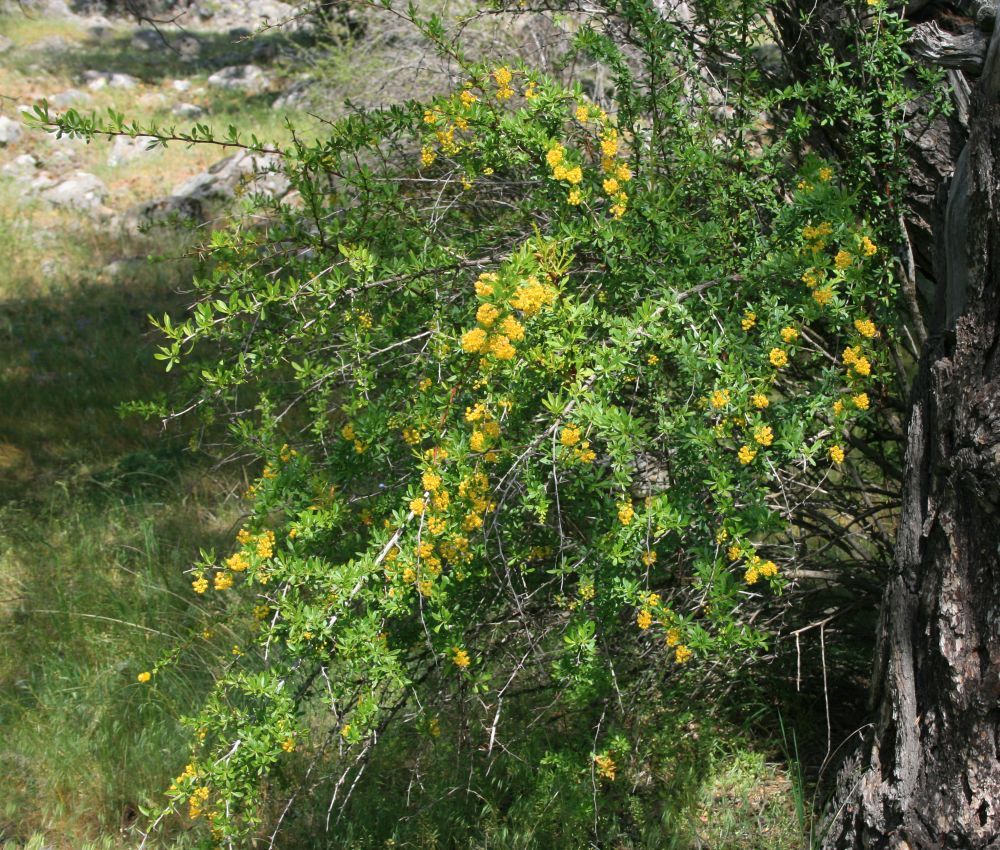